# Вітторіо Тур
Вітторіо Тур (італ. Vittorio Tur, 30 березня 1882, Ліворно - 22 жовтня 1969, Рим) - італійський адмірал, учасник Другої світової війни.

## Біографія
Вітторіо Тур народився 30 березня 1882 року в Ліворно. У 0897 році вступив до Військово-морської академії, яку закінчив у 1901 році у званні гардемарина. Протягом 1902-1904 років здійснив навколосвітній похід на борту міноносця «Калабрія». Протягом 1907-1908 років ніс службу на гідрографічному судні «Стафетта». У 1908 році отримав звання лейтенанта.
Брав участь в італійсько-турецькій війні (1911-1912) на борту броненосця «Січілія».

### Перша світова війна
На момент вступу Італії в Першу світову війну 24 травня 1915 року Вітторіо Тур був заступником командира есмінця «Іррек'єто». Незабаром він був призначений капітаном цього корабля, який діяв у Верхній Адріатиці. За одну з атак проти Поли був нагороджений  Бронзовою медаллю «За військову доблесть».
У червні 1917 року отримав звання капітана III рангу. У березні 1918 року був призначений командиром батальйону морської піхоти «Каорле». На чолі батальйону брав участь в битві при П'яве та битві при Вітторіо-Венето, за що був нагороджений двома Срібними медалями «За військову доблесть» та ще однією Бронзовою медаллю «За військову доблесть».

### Міжвоєнний період
Після закінчення війни Вітторіо Тур продовжував командувати батальйоном «Каорле», що розміщувався в Полі. У 1919 році він був призначений капітаном есмінця «Палестро», будівництво якого якраз завершувалось. У 1922 році Вітторіо Тур отримав звання капітана II рангу та був призначений в Арсенал у Ла-Спеції. Пізніше командував есмінцем «Імпавідо», потім «Дженерале Акілле Папа». У 1928 році отримав звання капітана I рангу і призначений командувачем Корпусу королівських морських екіпажів (італ. Corpo regi equipaggi marittimi, CREM) в Полі. У 1934 році отримав звання контр-адмірала, протягом 1934-1935 років був у складі Вищого командування Корпусу королівських морських екіпажів.
У 1935 році Вітторіо Тур отримав звання дивізійного адмірала і призначений командувачем Військово-морського командування в Італійській Східній Африці, його флагманським кораблем став крейсер «Барі». Там він брав участь в італо-ефіопській війні. У 1936 році був призначений командувачем VII морської дивізії (флагманський корабель - крейсер «Еудженіо ді Савойя»), брав участь в операціях італійського флоту під час громадянської війни в Іспанії.
Протягом 1937-1939 років знову керував Корпусом королівських морських екіпажів, у 1939 році призначений командувачем Військово-морського командування у Верхній Адріатиці.

### Друга світова війна
На момент вступу Італії у Другу світову війну 10 червня 1940 року Вітторіо Тур був командувачем військово-морських сил в Дураццо. У жовтні того ж року він отримав звання ескадреного адмірала і був призначений командувачем Сил спеціальних морських операцій (італ. Forza Navale Speciale, FNS), що були створені для проведення морських десантних операцій. До складу Сил входили крейсери «Барі» та «Таранто», есмінці «Карло Мірабелло» та «Аугусто Ріботі», 8 міноносців та 3 десантні кораблі. 
Першою операцією мав бути десант на Корфу 28 жовтня 1940 року у ході італо-грецької війни. Проте через несприятливу погоду операцію довелось перенести на певний час, а згодом скасувати взагалі через невдачі на фронті.
У період з 29 квітня по 4 травня 1941 року Сили спеціальних морських операцій окупували Іонічні острови в ході німецького вторгнення в Грецію.
У 1942 році Сили спеціальних морських операцій мали бути залучені до операції «Геркулес», в ході якої передбачалось завоювання Мальти. Передбачалось, що в ході операції 19 транспортів та близько 300 десантних кораблів, яких мали прикривати 30 міноносців, мали висадити 62 000 солдатів, 1600 автомобілів та 700 гармат на острів. У першій половині 1942 року Сили спеціальних морських операцій, сконцентровані в Ліворно, провели ряд навчань з висадки десанту на Тосканському узбережжі. Але через зміну ситуації на фронті в Північній Африці у листопаді 1942 року операцію було скасовано.
У листопаді 1942 року Сили спеціальних морських операцій окупували Корсику в ході захоплення неокупованої частини Франції.
У січні 1943 року Вітторіо Тур був призначений військово-морським комендантом у Франції зі штаб-квартирою в Тулоні. У травні того ж року призначений командувачем Військово-морського командування в Тірренському морі зі штаб-квартирою в Неаполі.
На момент капітуляції Італії 8 серпня 1943 року Вітторіо Тур перебував у Римі. Проте він відмовився від співпраці з німцями та Італійською соціальною республікою.
30 березня 1945 року був переведений в запас у зв'язку із досягненням ліміту віку, але залишався на службі до 15 липня того ж року.
Помер у Римі 22 жовтня 1969 року.

## Нагороди

### Італійські
- Срібна медаль «За військову доблесть»  (нагороджений тричі)
- Бронзова медаль «За військову доблесть» (нагороджений двічі)
- Кавалер Військового ордена Італії
- Офіцер Військового ордена Італії
- Хрест «За військову доблесть»
- Хрест «За бойові заслуги» (нагороджений 4 рази)
- Великий офіцер Ордена Корони Італії
- Великий офіцер Колоніального Ордена Зірки Італії
- Командор Ордена Святих Маврикія та Лазаря
- Пам'ятна медаль італійсько-турецької війни 1911—1912
- Пам'ятна медаль Італо-австрійської війни 1915—1918
- Пам'ятна медаль на честь об'єднання Італії
- Медаль Перемоги

### Іноземні
- Кавалер Ордена Меча (Швеція)

## Публікації
- Con i marinai d'Italia : da Bastia a Tolone : 11 novembre 1942-23 maggio 1943, L'Arnia, Roma, 1948.
- Plancia Ammiraglio Vol.1, Ediz. Moderne, Roma, 1958.
- Plancia Ammiraglio Vol.2, Ediz. Moderne, Roma, 1960.
- Plancia Ammiraglio Vol.3, Ediz. Canesi, Roma, 1963.
- La Guerra 1915 - '18 Commemorazione Cinquantenaria, con Ugo d'Andrea, Enzo Avallone e Roberto Lucifero, Volpe Editore, Roma, 1967.